# Colette Capriles
Colette de Lourdes Capriles Sandner (Caracas, 21 de abril de 1961)[cita requerida] es una politóloga, escritora y profesora venezolana. Actualmente es profesora de la Universidad Simón Bolívar y jefe de la sección de ciencia política del Departamento de Ciencias Sociales. También es columnista de los periódicos El Nacional y ABC de la Semana.

## Carrera
Egresó como licenciada en psicología social de la Universidad Central de Venezuela en 1982, obtuvo un magíster en filosofía en la Universidad Simón Bolívar en 2000 y fue candidata a doctor en filosofía en la misma universidad.
En diciembre de 2017, integró la comisión de representantes de sociedad civil encargados de asesorar a la oposición política en las reuniones con el gobierno nacional en República Dominicana.

## Obras
- Nuevas y viejas tiranías
- Prólogo a Fernando Yurman: Fantasmas precursores: la función histórica del trauma. Caracas, Editorial Debate, 2010
- La revolución como espectáculo
- La máquina de impedir. Crónicas políticas 2004-2010[6]